# Openbaar lichaam
Nei Paesi Bassi, con il termine openbaar lichaam che può essere tradotto in italiano come ente pubblico, è la denominazione generale delle divisioni amministrative dello stato. Questi sono il governo, le province, i comuni e i waterschap, enti pubblici regionali per la gestione delle risorse idriche. Province e comuni sono definite dall'articolo 123 della costituzione, mentre i waterschap sono definiti dall'articolo 133.
La stessa costituzione stabilisce agli articoli 134 e 135 come possa essere costituito un nuovo openbaar lichaam. Questo può essere costituito sia per legge, sia da più openbaar lichaam consorziati. Questi possono occuparsi di gestione delle professioni, di una particolare materia (ad esempio le acque) o di un particolare territorio non inquadrato nella struttura province-comuni.
Lo sono stati, prima di diventare municipalità dei Paesi Bassi, i polder prosciugati, lo sono oggi le municipalità speciali dei Paesi Bassi.

## Openbaar lichaam esistenti

### Territoriali
- Bonaire
- Sint Eustatius
- Saba
- Eurode[2]

### Funzionali
- Wet gemeenschappelijke regelingen, consorzi di più openbaar lichaam
- Veiligheidsregio, regioni di gestione della protezione civile
- Gezamenlijke Brandweer, corpo dei vigili del fuoco dell'area Rotterdam-Rijnmond
- Arbeidsvoorzieningsorganisatie, organizzazione dei centri per l'impiego
- Omgevingsdienst, servizi ambientali locali

### Professionali
- Nederlandse Orde van Advocaten, ordine degli avvocati
- Orde van Octrooigemachtigden, ordine dei consulenti della proprietà intellettuale
- Nederlandse Loodsencorporatie, corporazione dei piloti di porto
- Koninklijke Notariële Beroepsorganisatie, ordine dei notai
- Koninklijke Beroepsorganisatie van Gerechtsdeurwaarders, ordine degli ufficiali giudiziari
- Nederlandse Beroepsorganisatie van Accountants, ordine dei commercialisti